# Fiat Croma (1985)
Fiat Croma – samochód osobowy klasy średniej-wyższej produkowany przez włoską markę FIAT w latach 1985 – 1996.

## Historia i opis modelu

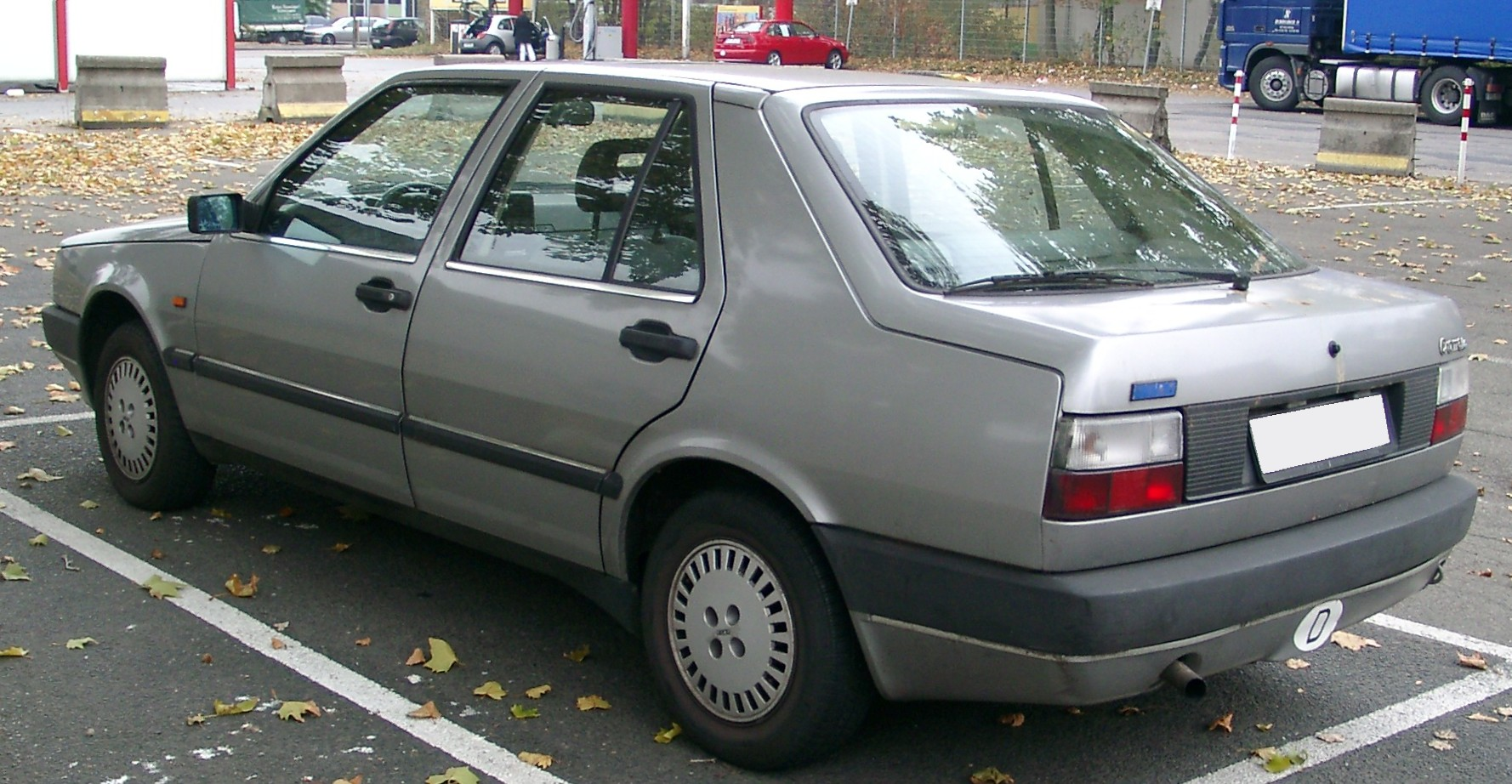
Fiat Croma - tył

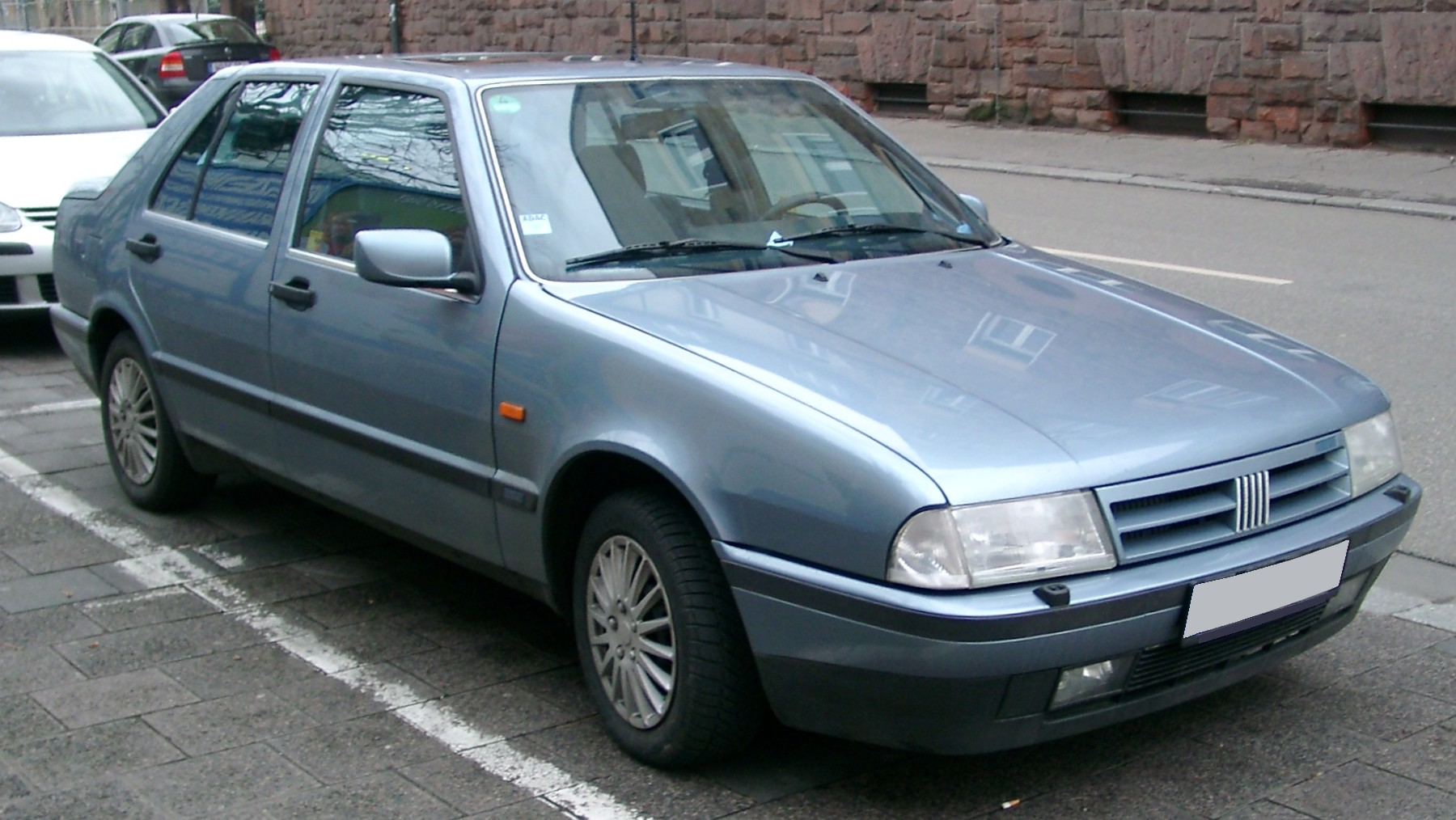
Fiat Croma po liftingu

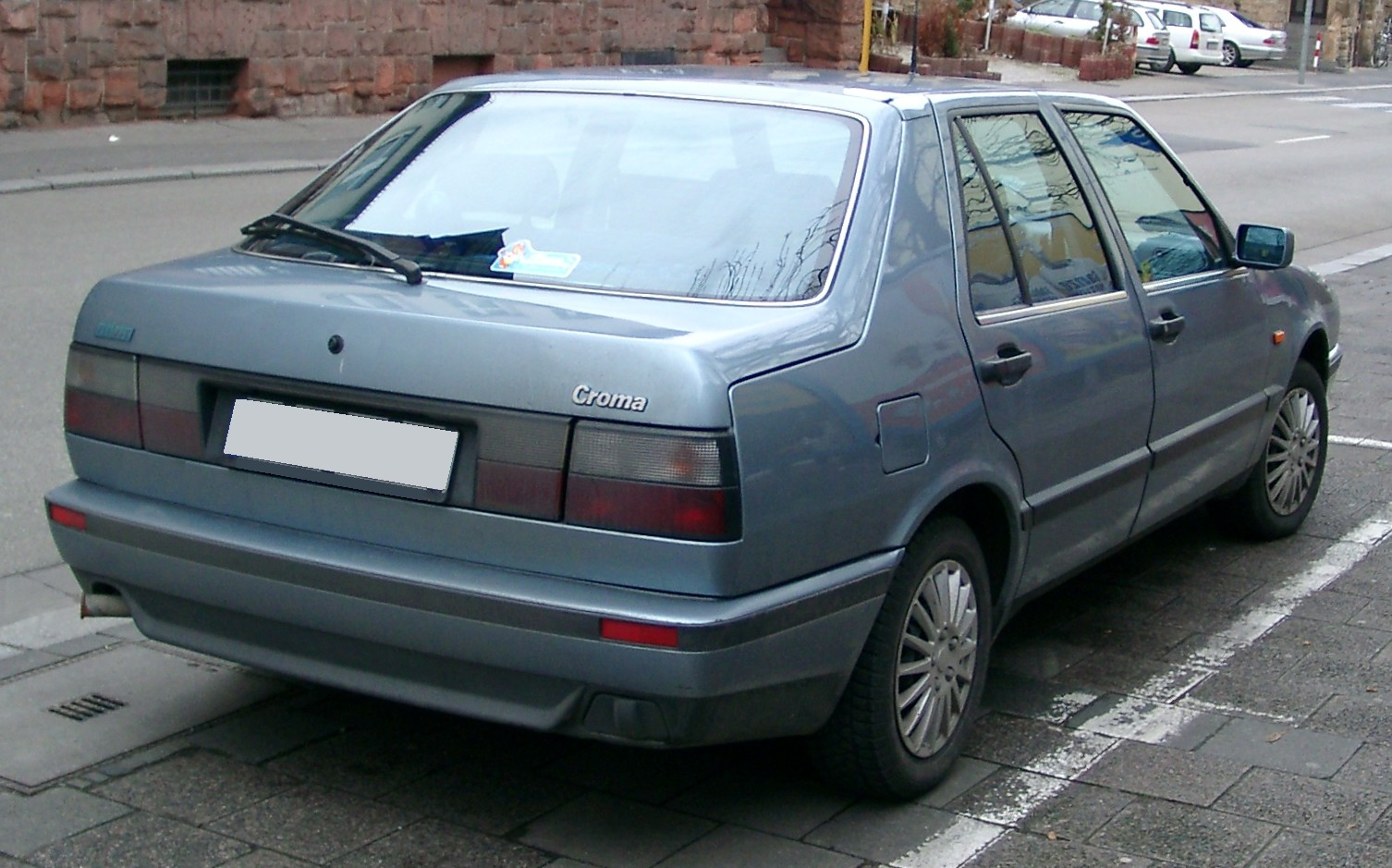
Fiat Croma - tył po liftingu

Samochód został zaprojektowany przez Giorgetto Giugiaro na wspólnej płycie podłogowej Saaba oraz Fiata określanej mianem Tipo 4 (Tipo Four). W ten sposób na jednej płycie podłogowej powstały cztery pojazdy: Alfa Romeo 164, Fiat Croma, Lancia Thema oraz Saab 9000. Oprócz Alfy Romeo samochody te miały współwymienne niektóre elementy karoserii (drzwi, przednia szyba) (Saab 9000 - Fiat Croma). Oba zderzaki pojazdu wykonane zostały z tworzywa sztucznego. Premiera pojazdu miała miejsce rok później od bliźniaczych modeli w Turynie w 1985 roku. 
W 1986 roku gamę jednostek napędowych pojazdu poszerzono o silnik wysokoprężny. W 1991 roku samochód przeszedł face lifting. Zmieniono m.in. kształt przednich reflektorów, zderzaków oraz atrapy chłodnicy. Przy okazji wzbogacono wyposażenie o poduszkę powietrzną kierowcy.

### Silniki
| Model                 | Pojemność skokowa [cm³] | Typ silnika        | Rodzaj silnika     | Moc maksymalna [KM] przy obr./min | Maks. moment obrotowy [Nm] przy obr./min | Przyspieszenie 0-100 km/h [s] | Prędkość maks. [km/h] |                    |                    |
| Silniki benzynowe:    | Silniki benzynowe:      | Silniki benzynowe: | Silniki benzynowe: | Silniki benzynowe:                | Silniki benzynowe:                       | Silniki benzynowe:            | Silniki benzynowe:    | Silniki benzynowe: | Silniki benzynowe: |
| --------------------- | ----------------------- | ------------------ | ------------------ | --------------------------------- | ---------------------------------------- | ----------------------------- | --------------------- | ------------------ | ------------------ |
| 1.6                   | 1585                    | R4                 | Wolnossący         | 83 (61)/5600                      | 128/2800                                 | 14                            | 170                   |                    |                    |
| 2.0 CHT               | 1995                    | R4                 | Wolnossący         | 90 (66)/5500                      | 169/2800                                 | 11,8                          | 182                   |                    |                    |
| 2.0 CHT               | 1995                    | R4                 | Wolnossący         | 101 (74)/5250                     | 172/2750                                 | 11,7                          | 183                   |                    |                    |
| 2.0 i.e.              | 1995                    | R4                 | Wolnossący         | 113 (83)/b.d.                     | b.d.                                     | b.d.                          | b.d.                  |                    |                    |
| 2.0 i.e. KAT          | 1995                    | R4                 | Wolnossący         | 116 (85)/5600                     | 157/4000                                 | 10,4                          | 191                   |                    |                    |
| 2.0 i.e.              | 1995                    | R4                 | Wolnossący         | 116 (85)/5600                     | 162/4000                                 | 10,5                          | 190                   |                    |                    |
| 2.0 i.e.              | 1995                    | R4                 | Wolnossący         | 120 (88)/5250                     | 165/3300                                 | 9,9                           | 192                   |                    |                    |
| 2.0 i.e. 16V          | 1995                    | R4                 | Wolnossący         | 137 (101)/6000                    | 180/4500                                 | 10,1                          | 200                   |                    |                    |
| 2.0 Turbo i.e. KAT    | 1995                    | R4                 | Turbodoładowany    | 150 (110)/5500                    | 247/2750                                 | 7,9                           | 210                   |                    |                    |
| 2.0 Turbo i.e.        | 1995                    | R4                 | Turbodoładowany    | 155 (114)/5250                    | 235/2350                                 | 7,8                           | 210                   |                    |                    |
| 2.5 V6                | 2492                    | V6                 | Wolnossący         | 159 (117)/5800                    | 216/4500                                 | 8,6                           | 211                   |                    |                    |
| 2.5 V6                | 2492                    | V6                 | Wolnossący         | 162 (119)/5800                    | 213/4500                                 | 8,6                           | 212                   |                    |                    |
| Silniki wysokoprężne: |                         |                    |                    |                                   |                                          |                               |                       |                    |                    |
| 1.9 TD i.d.           | 1929                    | R4                 | Turbodoładowany    | 90 (66)/4200                      | 186/2500                                 | 12,5                          | 180                   |                    |                    |
| 1.9 TD i.d.           | 1929                    | R4                 | Turbodoładowany    | 92 (69)/4200                      | 196/2000                                 | 12,7                          | 180                   |                    |                    |
| 1.9 TD i.d.           | 1929                    | R4                 | Turbodoładowany    | 94 (69)/4200                      | 200/2000                                 | 12,5                          | 180                   |                    |                    |
| 2.5 D                 | 2499                    | R4                 | Wolnossący         | 75 (55)/4200                      | 162/2200                                 | 16,5                          | 165                   |                    |                    |
| 2.5 TD                | 2445                    | R4                 | Turbodoładowany    | 101 (74)/4100                     | 217/2300                                 | 11,9                          | 185                   |                    |                    |
| 2.5 TDE               | 2499                    | R4                 | Turbodoładowany    | 105 (77)/3900                     | 225/2250                                 | b.d.                          | b.d.                  |                    |                    |
| 2.5 TD                | 2499                    | R4                 | Turbodoładowany    | 116 (85)/3900                     | 245/2200                                 | 11,5                          | 195                   |                    |                    |
| 2.5 TD                | 2499                    | R4                 | Turbodoładowany    | 116 (85)/4100                     | 245/2400                                 | 11,5                          | 192                   |                    |                    |